# Crayon Shin-chan - Arashi o yobu - Utau ketsudake bakudan!
Crayon Shin-chan - Arashi o yobu - Utau ketsudake bakudan! (クレヨンしんちゃん 嵐を呼ぶ 歌うケツだけ爆弾!?, Kureyon Shin-chan - Arashi o yobu - Utau ketsudake bakudan!), letteralmente "Crayon Shin-chan - Evocare la tempesta - La bomba del sedere canterino!", è un film d'animazione del 2007 diretto da Yūji Mutō.
Si tratta del quindicesimo film basato sul manga e anime Shin Chan. È uscito nei cinema nipponici il 21 aprile 2007. Come per gli altri film di Shin Chan, non esiste un'edizione italiana del lungometraggio.

## Personaggi e doppiatori
| Personaggio       | Doppiatore      |
| ----------------- | --------------- |
| Shinnosuke Nohara | Akiko Yajima    |
| Hiroshi Nohara    | Keiji Fujiwara  |
| Misae Nohara      | Miki Narahashi  |
| Himawari Nohara   | Satomi Koorogi  |
| Masao Sato        | Mie Suzuki      |
| Nene Sakurada     | Tamao Hayashi   |
| Tōru Kazama       | Mari Mashiba    |
| Boo               | Chie Satou      |
| Buriburizaemon    | Kaneto Shiozawa |
| Midori Yoshinaga  | Yumi Takada     |
| Ume Matsuzaka     | Michie Tomizawa |
| Enchiyou          | Rokurō Naya     |

## Distribuzione

### Edizioni home video
In Giappone il film è stato distribuito in DVD il 23 novembre 2007.